# División de Barisal
La división de Barisal es una de las ocho regiones de Bangladés. Está localizada en la parte central del sur del país. Anteriormente formaba un distrito llamado Bakhraganj.
Su capital es la ciudad del mismo nombre, Barisal. A unos 20 km al sur de la ciudad, se encuentra una región conocida como la tierra de Dhan-Nodi-Khal (arroz, río y canales), conocida por los mercados flotantes de guayabas (Psidium guajava), conocida como la manzana del trópico.

## Patrimonio Agrícola Mundial
Los jardines o huertos flotantes de Barisal forman parte de los Sistemas Importantes del Patrimonio Agrícola Mundial (SIPAM), que designa lugares donde la agricultura tradicional tiene un interés histórico. 
En los humedales del sur de Bangladés (partes de los distritos de Gopalganj, Pirojpur y Barisal), los granjeros han desarrollado un método localmente llamado "dhap" que consiste en construir jardines o huertos flotantes temporales, que se destruyen cuando acaba la estación de las lluvias. El sustrato de los jardines son los jacintos de agua principalmente, con la ayuda de otras plantas acuáticas, reforzadas con caña de bambú y la aportación de compost, sobre el cual se siembran verduras de hoja, quimbombó, calabazas y cebollas.

## Datos
- Área: 13297 kilómetros cuadrados.
- Población: 7.757.000 habitantes.
- Zilas: Bhola, Barisal, Patuakhali, Barguna, Jhalakati, Pirojpur.